# Anisodes connexa
Anisodes connexa là một loài bướm đêm trong họ Geometridae.